# Barion Ξ
Barion Ξ [barión ksi] je pripadnik skupine barionov, ki jih označujemo s Ξ. Sestavljeni so iz kvarka d ali u in še dveh težjih kvarkov. Za to vrsto je značilno, da hitro razpadajo v lažje delce v celi verigi razpadov. Zaradi tega jih imenujejo tudi kaskadni delci. 
Barion {\displaystyle \Xi _{b}^{-}\,} vsebuje kvarke vseh treh družin. Odkrili so ga leta 2007 v Fermilabu. Znan je tudi kot kaskada B. 

## Seznam barionov Ξ[1][2]
V preglednici so navedeni tudi barioni Ξ, ki imajo drugačno zgradbo, kot bi jo imeli po razvrstitvi v oktet in dekuplet.
| ime delca              | oznaka                           | kvarki                | mirovna masa (MeV/c2) | I    | JP      | q (e) | S  | C  | B' | srednji življenjski čas (s) | razpad                                                                                                  |
| ---------------------- | -------------------------------- | --------------------- | --------------------- | ---- | ------- | ----- | -- | -- | -- | --------------------------- | --- |
| Xi                     | {\displaystyle \Xi ^{0}\,}       | {\displaystyle uss\,} | 1 314,86 ± 0,20       | 1⁄2  | 1⁄2+*   | 0     | −2 | 0  | 0  | 2,90±0,09.10-10             | Λ0 + π0                                                                                                 |
| Xi                     | {\displaystyle \Xi ^{-}\,}       | {\displaystyle dss\,} | 1321,31 ± 0,13        | 1⁄2  | 1⁄2+*   | −1    | −2 | 0  | 0  | 1639±0,015.10-10            | Λ0 + π-                                                                                                 |
| resonanca Ξ            | {\displaystyle \Xi ^{0}(1530)\,} | {\displaystyle uss\,} | 1 531,80(32)          | 1⁄2  | 3⁄2+    | 0     | −2 | 0  | 0  |                             | Ξ + π                                                                                                   |
| resonanca Ξ            | {\displaystyle \Xi ^{-}(1530)\,} | {\displaystyle dss\,} | 1 535,0(6)            | 1⁄2  | 3⁄2+    | −1    | −2 | 0  | 0  |                             | Ξ + π                                                                                                   |
| Ξ s čarom              | {\displaystyle \Xi _{c}^{+}\,}   | {\displaystyle usc\,} | 2 467,9 ± 0,4         | 1⁄2  | 1⁄2* +* | +1    | −1 | +1 | 0  | 4,42±0,26.10-13             | Glej načine razpada {\displaystyle \Xi _{c}^{+}\,}                                                      |
| Ξ s čarom              | {\displaystyle \Xi _{c}^{0}\,}   | {\displaystyle dsc\,} | 2 471,0 ± 0,4         | 1⁄2  | 1⁄2* +* | 0     | −1 | +1 | 0  | 1,12++0,13 −-0,10.10-13     | Glej načine razpada {\displaystyle \Xi _{c}^{0}\,}                                                      |
| resonanca Ξ s čarom    | {\displaystyle \Xi _{c}^{'+}\,}  | {\displaystyle usc\,} | 2 575,7±3,1           | 1⁄2  | 1⁄2+†   | +1    | −1 | +1 | 0  |                             | {\displaystyle \Xi _{c}^{+}\,} + γ (opaženo)                                                            |
| resonanca Ξ s čarom    | {\displaystyle \Xi _{c}^{'0}\,}  | {\displaystyle dsc\,} | 2 578,0±2,9           | 1⁄2  | 1⁄2+†   | 0     | −1 | +1 | 0  | 1,1.10-13                   | {\displaystyle \Xi _{c}^{0}\,} + γ (opaženo)                                                            |
| Ξ z dvojnim čarom †    | {\displaystyle \Xi _{cc}^{++}\,} | {\displaystyle ucc\,} |                       | 1⁄2* | 1⁄2* +* | +2    | 0  | +2 | 0  |                             | |
| Ξ z dvojnim čarom [a]  | {\displaystyle \Xi _{cc}^{+}\,}  | {\displaystyle dcc\,} | 3 518,9 ± 0,9[c]      | 1⁄2* | 1⁄2* +* | +1    | 0  | +2 | 0  | <3,3.10-14[a]               | Λ+c + K- + π+ ali p+ + D+ + K-                                                                          |
| Ξ z dnom               | {\displaystyle \Xi _{b}^{0}\,}   | {\displaystyle usb\,} | 5 792 ± 3             | 1⁄2* | 1⁄2* +* | 0     | −1 | 0  | −1 | 1,42++0,28 −-0,24.10-12     | Glej načine razpada {\displaystyle \Xi _{b}\,}                                                          |
| Ξ z dnom ali kaskada B | {\displaystyle \Xi _{b}^{-}\,}   | {\displaystyle dsb\,} | 5 792,9 ± 3,0         | 1⁄2* | 1⁄2* +* | −1    | −1 | 0  | −1 | 1,42.10-12                  | Glej načine razpada {\displaystyle \Xi _{b}\,} (opažen je tudi razpad {\displaystyle \Xi ^{-}\,} + J/ψ) |
| Ξ z dvakratnim dnom†   | {\displaystyle \Xi _{bb}^{0}\,}  | {\displaystyle ubb\,} |                       | 1⁄2* | 1⁄2* +* | 0     | 0  | 0  | −2 |                             | |
| Ξ z dvakratnim dnom †  | {\displaystyle \Xi _{bb}^{-}\,}  | {\displaystyle dbb\,} |                       | 1⁄2* | 1⁄2* +* | −1    | 0  | 0  | −2 |                             | |
| Ξ z dnom in čarom†     | {\displaystyle \Xi _{cb}^{+}\,}  | {\displaystyle ucb\,} |                       | 1⁄2* | 1⁄2* +  | +1    | 0  | +1 | −1 |                             | |
| Ξ z dnom in čarom †    | {\displaystyle \Xi _{cb}^{0}\,}  | {\displaystyle dcb\,} |                       | 1⁄2* | 1⁄2* +* | 0     | 0  | +1 | −1 |                             | |

† Delec še ni bil opažen.